# 제브라맨
《제브라맨》(ゼブラーマン)은 2004년에 개봉된 일본 영화이다. 감독은 미이케 다카시이며, 배우 아이카와 쇼의 100번째 주연 영화이다. 이 영화로 아이카와 쇼는 제28회 일본 아카데미상에서 우수 남주우연상을 받았다. 2010년에는 속편인 《제브라맨: 제브라 시티의 역습》이 개봉됐다.

## 줄거리
배경은 2010년, 학생에게도 가족에게도 따돌림 당하는 초등학교 교사 이치카와 신이치는 32년 전에 낮은 시청률로 7화로 조기 종영된 특촬 방송 《제브라맨》에서 “흑과 백을 나눠주겠어”라는 대사를 자주하는 영웅 제브라맨의 코스프레를 즐겨하는 취미가 있다.
그 무렵, 이치카와가 사는 지역에선, 지구정복을 노리는 외계인이 계속해서 사고를 일으킨다. 이치카와는 우연히 제브라맨 모습을 하고 외계인과 싸우게 된다.

## 출연진
- 이치카와 신이치/제브라맨 - 아이카와 쇼
- 아사노 가나/제브라너스 - 스즈키 교카
- 이치카와 미도리: 이치카와 유이
- 방화범 - 도쿠이 유
- 뉴스 캐스터 - 아소 구미코(우정출연)
- 기타하라 - 에모토 아키라
- 가나다 - 오스기 렌
- 오이카와 - 와타베 아쓰로